# 野毛山公園
35°26′45″N 139°37′25″E / 35.44583°N 139.62361°E

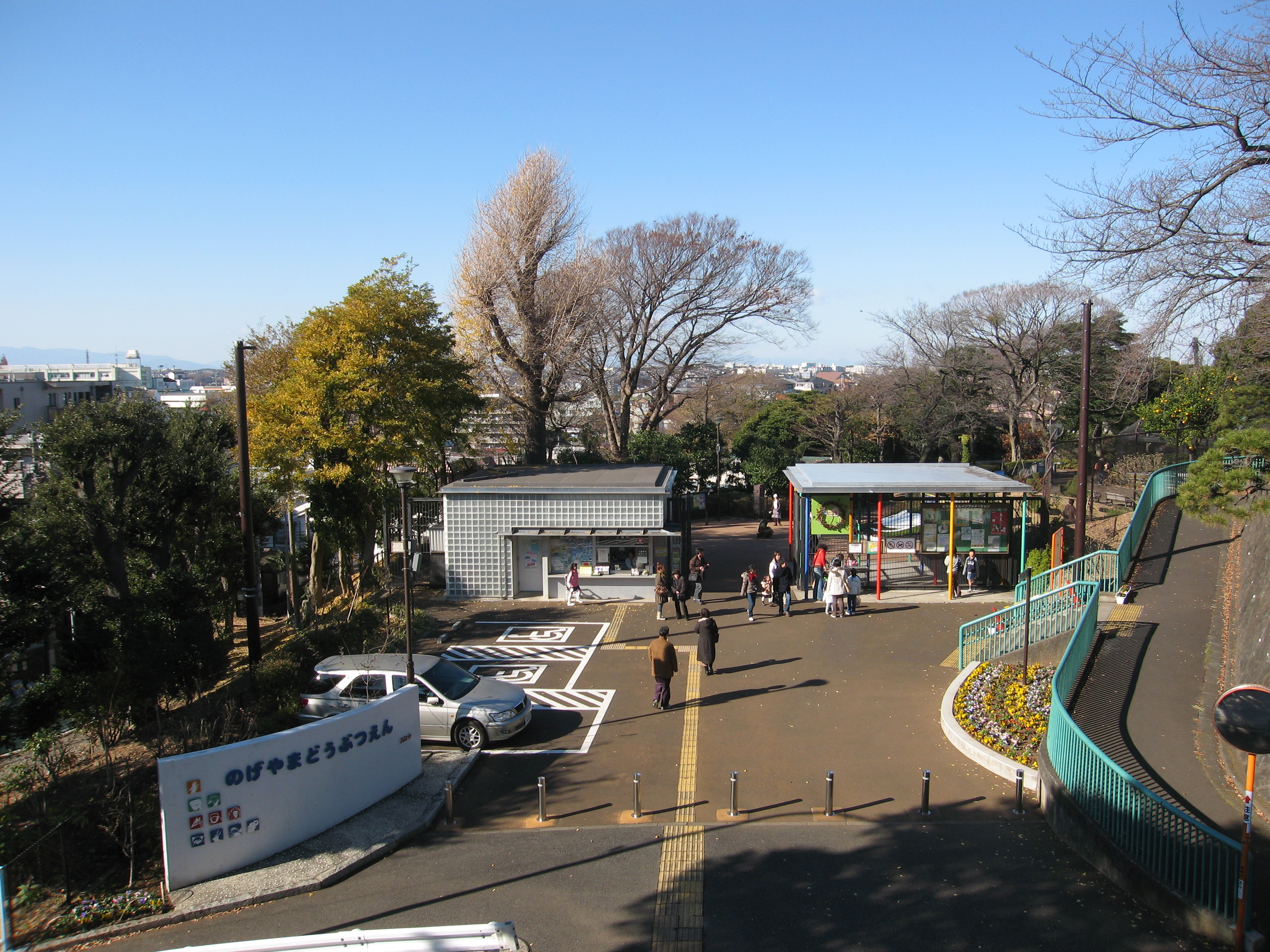
野毛山動物園

野毛山公園是位在日本神奈川縣橫濱市西區的公園。1926年建立。公園內有野毛山動物園。

## 外部連結
- 维基共享资源上的相關多媒體資源：野毛山公園